# Корназ
Корназ (араб. كرناز‎) — город на западе Сирии, расположенный на территории мухафазы Хама. Входит в состав района Мухрада. Является центром одноимённой нахии.
Жители Карназа известны своей открытостью и сосуществованием с другими группами сирийского общества. Они живут в гармонии с другими близлежащими христианскими деревнями, такими как Скальбия, Кафр Худ и Мухрада, а также с близлежащими алавитскими деревнями, такими как Хурат Аммурин, Эйн Элькорум и Телль-Сальхаб на западе. Эта особенность сохранилась, несмотря на осложнения гражданской войны после 2012 года.

## Географическое положение
Город находится в северо-западной части мухафазы, к востоку от реки Эль-Аси, на высоте 252 метров над уровнем моря.

Корназ расположен на расстоянии приблизительно 32 километров (по прямой) к северо-западу от Хамы, административного центра провинции и на расстоянии 202 километров к северу от Дамаска, столицы страны.

## Население
По данным официальной переписи 2004 года численность населения города составляла 14 075 человек (7161 мужчина и 6914 женщин). Насчитывалось 1975 домохозяйств. В конфессиональном составе населения преобладают сунниты.

## Транспорт
Ближайший гражданский аэропорт — Международный аэропорт имени Басиля Аль-Асада.